# Spring Break 6...Like We Ain't Ever
| Đánh giá chuyên môn | Đánh giá chuyên môn |
| Nguồn đánh giá      | Nguồn đánh giá      |
| Nguồn               | Đánh giá            |
| ------------------- | ------------------- |
| Roughstock          | [ 1 ]               |
| AllMusic            | [ 2 ]               |
| Country Weekly      | B+                  |
| Got Country Online  | [ 4 ]               |

Spring Break 6...Like We Ain't Ever là đĩa mở rộng của nam ca sĩ nhạc đồng quê người Mĩ Luke Bryan. EP này phát hành vào ngày 11 tháng 3 năm 2014 thông qua Capitol Records Nashville. EP bao gồm 6 bài hát gốc được đồng sáng tác bởi Bryan. Một video âm nhạc đã được thu hình cho bài hát "She Get Me High".

## Đánh giá chuyên môn
Matt Bjorke của Roughstock đánh giá EP đạt 4 sao trên tháng 5 sao và gọi nó là "một bộ tuyển tập những bài hát thông minh, vui nhộn chắc chắn sẽ được các khán giả trung thành đánh giá cao.". Bjorke còn cảm thấy rằng: "bất cứ bài hát nào trong EP này cũng có thể trở thành một phần trong các album của anh, nếu như Bryan không để dành chúng cho các EP phát hành hằng năm như kiểu này.

## Diễn biến xếp hạng
Spring Break 6...Like We Ain't Ever ra mắt tại vị trí #2 trên bảng xếp hạng U.S Billboard 200 và vị trí quán quân trên bảng xếp hạng Billboard Top Country Albums với doanh số 74.000 bản trong tuần đầu phát hành.

## Danh sách và thứ tự các bài hát
| STT              | Nhan đề                           | Sáng tác                                       | Thời lượng |
| ---------------- | --------------------------------- | ---------------------------------------------- | ---------- |
| 1.               | "She Get Me High"                 | Luke Bryan, Jeff Stevens, Jody Stevens         | 3:37       |
| 2.               | "Like We Ain't Ever"              | Bryan, Jay Clementi, Jason Matthews            | 3:18       |
| 3.               | "Night One"                       | Bryan, Rhett Akins, Ashley Gorley, Ben Hayslip | 3:54       |
| 4.               | "Are You Leaving with Him"        | Bryan, Jeff Stevens, Jody Stevens              | 3:24       |
| 5.               | "Good Lookin' Girl"               | Bryan, Michael Carter, Jim McCormick           | 3:43       |
| 6.               | "The Sand I Brought to the Beach" | Bryan, Carter, Cole Swindell                   | 3:29       |
| Tổng thời lượng: | Tổng thời lượng:                  | Tổng thời lượng:                               | 21:25      |

## Xếp hạng
| Bảng xếp hạng (2014)                 | Vị trí cao nhất |
| ------------------------------------ | --------------- |
| Album Canada (Billboard)             | 2               |
| Album Hoa Kỳ Billboard 200           | 2               |
| Album Hoa Kỳ Top Country (Billboard) | 1               |

| Bảng xếp hạng (2014)              | Vị trí |
| --------------------------------- | ------ |
| US Billboard 200                  | 164    |
| US Top Country Albums (Billboard) | 35     |